# Грохольський Володимир Людвіґович
Володимир Людвіґович Грохольський (1959 р.н., с. Мар’янівка, Крижопільський район, Вінницька область)— український науковець, доктор юридичних наук, професор, почесний професор Одеського державного університету внутрішніх справ полковник міліції у відставці. 

## Життєпис
Народився у 1959 році в с. Мар’янівка Крижопільського району Вінницької області.

### Здобуття вищої освіти
У 1983 році закінчив Одеську середню спеціальну школу міліції МВС СРСР. Присвоєно кваліфікацію юриста (з відзнакою). 
У 1990 році закінчив Київську вищу школу МВС СРСР. Присвоєно кваліфікацію юриста, спеціальність: правознавство. 
У 2005 році закінчив докторантуру Харківського національного університету внутрішніх справ.

## Науково-педагогічна робота
1991–1997 рр. – викладач, старший викладач кафедри оперативно-розшукової діяльності Одеського інституту внутрішніх справ. 
1997–1998 рр. – доцент кафедри тактики і методики попередження та розкриття злочинів на транспорті Одеського інституту внутрішніх справ МВС України. 
1998–2001 рр. – начальник кафедри тактики і методики попередження та розкриття злочинів на транспорті Одеського інституту внутрішніх справ МВС України. 
2001–2003 рр. – проректор Одеського інституту внутрішніх справ МВС України з наукової роботи, начальник науково-дослідного та редакційно-видавничого відділу. 
2003–2005 рр. – докторант Національного університету внутрішніх справ. 
2005–2006 рр. – професор кафедри тактики і методики попередження та розкриття злочинів на транспорті Одеського юридичного інституту Харківського національного університету внутрішніх справ. 
2006–2010 рр. – начальник кафедри теорії та практики управління в органах внутрішніх справ Академії управління МВС. 
2010 – начальник кафедри управління в органах внутрішніх справ Національної академії внутрішніх справ. 
2010–2012 рр. – професор кафедри управління в органах внутрішніх справ Національної академії внутрішніх справ. 
2012–2020 рр. – професор кафедри кібербезпеки та інформаційного забезпечення Одеського державного університету внутрішніх справ. 
2020–2021 рр. – перший проректор деського державного університету внутрішніх справ. 
2021–2022 рр. – професор кафедри кібербезпеки та інформаційного забезпечення Одеського державного університету внутрішніх справ. 
З липня 2022 до сьогодні – професор кафедри адміністративного права та адміністративного процесу. 
У 1999 році в Національній академії внутрішніх справ України захистив дисертацію на тему «Система принципів оперативно-розшукової діяльності» на здобуття наукового ступеня кандидата юридичних наук зі спеціальності «Оперативно-розшукова діяльність».
У 2001 році рішенням Міністерства освіти та науки України присвоєно вчене звання доцента. 
У 2004 році в Харківському національному університеті внутрішніх справ захистив дисертацію на тему «Управління спеціальними підрозділами МВС України по боротьбі з організованою злочинністю» на здобуття наукового ступеня доктора юридичних наук зі спеціальності 12.00.07 – теорія управління, адміністративне право і процес; фінансове право; інформаційне право. 
У 2008 році рішенням Міністерства освіти та науки України присвоєно вчене звання професора.
Є автором понад 150 наукових та навчально-методичних праць, опублікованих в українських та закордонних наукових виданнях, які включено до науковометричної бази Scopus та Web of Science
Є членом спеціалізованих вчених рад по захисту дисертаційних робіт на здобуття наукового ступеня доктора юридичних наук, кандидата юридичних наук та доктора філософії.
Є членом редакційної колегії наукового видання «Південноукраїнський правничий часопис», включеного до переліку фахових видань України.
Є членом асоціації оперативно-розшукової діяльності.

### Основні напрями наукового пошуку
Досліджує проблеми теорії та практики державного, публічного управління, управління в системі МВС України, адміністративного та інформаційного права, оперативнорозшукової діяльності.